# 天頂出現数
天頂出現数（てんちょうしゅつげんすう、Zenith Hourly Rate, ZHR）は、流星群の流星の出現数を表現する数値である。天頂1時間流星数（てんちょういちじかんりゅうせいすう）、天頂修正出現数（てんちょうしゅうせいしゅつげんすう）などということもある。

## 概説
1名の観測者に見える流星の理論的な最大数を表すもので、流星群の放射点が天頂にあって、光害のない理想的な条件(最微等級6.5等星)で見ることのできる、1時間あたりの流星の数である。小さい流星群の天頂出現数は1から2であるが、三大流星群とされるペルセウス座流星群、しぶんぎ座流星群、ふたご座流星群ともなると100をこえる。
大部分の流星群は毎年同じ天頂出現数であるが、いくつかの流星群は地球の公転軌道と、母天体の彗星が残したダストトレイルの軌道の交差の度合いによって天頂出現数は変動する。例えばしし座流星群の天頂出現数は例年は10以下であるが、母天体のテンペル・タットル彗星が地球に接近する33年周期で増加する。1966年天頂出現数はそのピークであった20分間の間に150,000に達した。1999年と2001年にも天頂出現数は数千に増加した。

## 天頂出現数の式
以下、天頂出現数の計算式の一例を示す。
{\displaystyle ZHR\approx {\frac {N\cdot r^{6,5-m_{gr}}}{t\cdot \sin h}}}

（N：雲量無条件の換算流星数、r：光度比、 {\displaystyle m_{gr}\quad } ：最微等級、t：観測時間、h：放射点高度角）